# Hospital Vital Álvarez-Buylla
El Hospital Vital Álvarez-Buylla es un hospital público situado en Mieres, Asturias (España), que presta servicios sanitarios especializados y pertenece al Servicio de Salud del Principado de Asturias, en España. Lleva el nombre de Vital Álvarez-Buylla Rodríguez, médico y alcalde de Mieres entre 1979 y 1984. 
Presta atención y servicios sanitarios dentro del área sanitaria VII, que comprende los concejos de Aller (13.702 hab), Lena (13.276 hab) y Mieres (45.943 hab), con una población de 72.921 habitantes, según el censo de población del 1 de enero de 2005 (INE).
En 1942 el Seguro Obligatorio de Enfermedad (SOE) aprobó el Plan Nacional de Instalaciones Sanitarias que comprendía 67 Residencias y 144 Ambulatorios y que, debido a su magnitud, se hizo en dos fases. En la primera fase, compuesta de 34 residencias y 34 Ambulatorios, se incluyen la Residencia y el Ambulatorio de Mieres. En marzo de 1954 abrió sus puertas el hospital, con 132 camas. En mayo de 2014 se trasladó desde su ubicación primitiva en el barrio de Murias a un nuevo edificio en Santullano manteniendo la misma denominación.
- Datos: Q5903199
- Multimedia: Hospital Álvarez-Buylla / Q5903199